# Escola de Samba do Zé
Escola de Samba do Zé é uma tradicional escola de samba de Olinda, que historicamente participou dos desfiles em Recife, mas que atualmente se encontra fora dos desfiles oficiais da capital pernambucana.
A escola foi criada por Pai Edu, um pai-de-santo de Pernambuco, tendo sua sede no próprio terreiro deste. O nome da agremiação é uma homenagem à entidade de Zé Pelintra, incorporada em transe por pai Edu. Nos meses que antecedem o carnaval, o terreiro é usado também como barracão, para a confecção, pelas filhas-de-santo, de fantasias e adereços da escola de samba.
No dia 4 de maio de 2011, faleceu em Olinda o babalorixá Pai Edu, fundador da escola.